# European Bowl di korfball 2009
L'European Bowl di korfball del 2009 era il torneo di qualificazione per il Campionato europeo di korfball 2010, diviso in due gruppi: Ovest, in Lussemburgo, ed Est, a Prievidza (Slovacchia). Le prime tre di ogni gruppo si aggiungevano alle 10 qualificate attraverso il ranking.

## Divisione Est

### Primo turno
| 31/10/09 | Slovacchia | 11-10 | Turchia |
| 31/10/09 | Armenia    | 21-4  | Italia  |
| 31/10/09 | Slovacchia | 20-6  | Italia  |
| 31/10/09 | Armenia    | 6-16  | Turchia |
| 31/10/09 | Slovacchia | 20-7  | Armenia |
| 31/10/09 | Turchia    | 23-3  | Italia  |

| GIRONE A   | Pts | P | W | L | PF | PA | DP  |
| ---------- | --- | - | - | - | -- | -- | --- |
| Slovacchia | 9   | 3 | 3 | 0 | 51 | 23 | +28 |
| Turchia    | 6   | 3 | 2 | 1 | 49 | 20 | +29 |
| Armenia    | 3   | 3 | 1 | 2 | 34 | 40 | -6  |
| Italia     | 0   | 3 | 0 | 3 | 13 | 64 | -51 |

| 31/10/09 | Serbia  | 21-3 | Grecia  |
| 31/10/09 | Romania | 10-8 | Grecia  |
| 31/10/09 | Serbia  | 12-9 | Romania |

| GIRONE B | Pts | P | W | L | PF | PA | DP  |
| -------- | --- | - | - | - | -- | -- | --- |
| Serbia   | 6   | 2 | 2 | 0 | 33 | 12 | +21 |
| Romania  | 3   | 2 | 1 | 1 | 19 | 20 | -1  |
| Grecia   | 0   | 2 | 0 | 2 | 11 | 31 | -20 |

### Turno finale
5º-7º posto
| 1/11/09 | Italia  | 1-12  | Grecia |
| 1/11/09 | Armenia | 17-10 | Grecia |

| * (L'incontro Armenia-Italia è cancellato) |

### Finali
|  | Semifinali | Semifinali | Semifinali |        |            | Finale      | Finale      | Finale      |  |
|  |            |            |            |        |            |             |             |             |  |
|  | Slovacchia | Slovacchia | 11         |        |            |             |             |             |  |
|  | Slovacchia | Slovacchia | 11         |        |            |             |             |             |  |
|  | Romania    | Romania    | 3          |        |            |             |             |             |  |
|  | Romania    | Romania    | 3          |        | Slovacchia | Slovacchia  | 10          |             |  |
|  |            |            |            |        | Slovacchia | Slovacchia  | 10          |             |  |
|  |            |            | Serbia     | Serbia | 7          |             |             |             |  |
|  | Turchia    | Turchia    | Serbia     | Serbia | 7          | 10          |             |             |  |
|  | Turchia    | Turchia    |            |        |            | 10          |             |             |  |
|  | Serbia     | Serbia     | 13         |        |            | Terzo posto | Terzo posto | Terzo posto |  |
|  | Serbia     | Serbia     | 13         |        |            |             |             |             |  |
|  |            |            |            |        |            |             |             |             |  |
|  |            |            |            |        |            | Romania     | Romania     | 9           |  |
|  |            |            |            |        |            | Romania     | Romania     | 9           |  |
|  |            |            |            |        |            | Turchia     | Turchia     | 11          |  |

## Divisione Ovest
| 7/11/09 | Lussemburgo | 4-7   | Scozia  |
| 7/11/09 | Galles      | 11-5  | Francia |
| 7/11/09 | Svezia      | 3-6   | Irlanda |
| 7/11/09 | Lussemburgo | 6-9   | Galles  |
| 7/11/09 | Svezia      | 8-20  | Scozia  |
| 7/11/09 | Irlanda     | 11-5  | Francia |
| 7/11/09 | Lussemburgo | 9-10  | Svezia  |
| 7/11/09 | Irlanda     | 3-8   | Galles  |
| 7/11/09 | Francia     | 14-11 | Scozia  |
| 8/11/09 | Lussemburgo | 3-12  | Irlanda |
| 8/11/09 | Svezia      | 11-7  | Francia |
| 8/11/09 | Scozia      | 5-18  | Galles  |
| 8/11/09 | Lussemburgo | 6-4   | Francia |
| 8/11/09 | Scozia      | 10-8  | Irlanda |
| 8/11/09 | Galles      | 12-6  | Svezia  |

|             | Pts | P | W | L | PF | PA | DP  |
| ----------- | --- | - | - | - | -- | -- | --- |
| Galles      | 15  | 5 | 5 | 0 | 58 | 25 | +33 |
| Scozia      | 9   | 5 | 3 | 2 | 53 | 52 | +1  |
| Irlanda     | 9   | 5 | 3 | 2 | 40 | 29 | +11 |
| Svezia      | 6   | 5 | 2 | 3 | 38 | 54 | -16 |
| Lussemburgo | 3   | 5 | 1 | 4 | 28 | 42 | -14 |
| Francia     | 3   | 5 | 1 | 4 | 35 | 50 | -15 |